# برنارد لي بوفير دي فونتينيل
برنارد لي بوفير دي فونتينيل (بالإنجليزية: Bernard Le Bovier de Fontenelle)‏ (من مواليد 17 فبراير عام 1657 – 9 يناير عام 1757)، يُدعى أيضًا برنارد لي بوير دي فونتينيل، مؤلف فرنسي وعضو هام في أكاديميات معهد فرنسا حيث اشتُهر بمعالجته المُبسطة للموضوعات العلمية المطروحة خلال عصر التنوير.

## سيرته الذاتية
وُلد فونتينيل في روان، فرنسا (عاصمة نورماندي آنذاك) وتوفي في باريس قبل شهر واحد فقط من عيد ميلاده المئة. كانت والدته أخت المسرحيين الفرنسيين الكبيرين بيير وتوماس كورني. يعمل والده، فرانسوا لو بوفييه دي فونتينيل، محاميًا في محكمة مقاطعة روان وهو من عائلة من المحامين الكبار من ألنسون. تدرب على القانون لكنه استسلم بعد قضية واحدة ليكرس حياته للكتابة عن الفلاسفة والعلماء، وخاصة بهدف الدفاع عن مبادئ وأسس رينيه ديكارت. على الرغم من الجدارة والقيمة التي لا شك فيهما لكتاباته، سواء بالنسبة للعلمانيين أو للمجتمع العلمي، فليس ثمة شك في كونه مساهمًا رئيسيًا في هذا المجال. كان معلقًا ومفسرًا، وكان معروفًا بأنه شديد العاطفة وحسن المزاج على العموم.
تلقى تعليمه في كلية اليسوعيين، ليسي بيير كورني (على الرغم من أنها لم تتبنى اسم عمه (بيير كورني) حتى عام 1873، أي بعد مائتي عام تقريبًا).

## أعماله الأولى
بدأ مسيرته المهنية كشاعر، وكتب قصيدة باللغة اللاتينية في سن 13 وتنافس أكثر من مرة على جوائز الأكاديمية الفرنسية، لكنه لم يفز بأي منها. كان يزور باريس من وقت لآخر وأصبح على علاقة ودية مع الأبوين شارل إرنيس دي سانت بيير ورينيه-أوبرت فيرتوت وعالم الرياضيات بيير فارينون. شهد عام 1680 الفشل التام لتراجيديا كتبها تحت عنوان أسبار. بعدها اعترف فونتينيل على العلن بحرق مسرحيته المخجلة. وقد استُقبل نصه الأوبرالي تكريمًا لباسكال كولاس (ثيتيس إيه بيلي) لأول مرة في أوبرا دي باريس في يناير من عام 1689 بإشادة كبيرة.
يُعتبر كتابه رسائل شجاعة من فارس الذي نُشر بدون اسم عام 1685، مجموعة من الرسائل التي تصور المجتمع الدنيوي في ذلك الوقت. وعلى الفور ترك الكتاب بصمة هامة بين الجماهير. في عام 1686، قدَّم عرض شهير في روما وجنيف، متنكرًا بزي أميرتين متنافستين هما ميريو وإينيغو، في مسرحية ريلاسيون دي ليل دي بورنو، وكان ذلك دليلًا على جرأته فيما يخصّ المسائل الدينية. لكن من خلال مسرحية نوفو ديالوغ دي مورت (عام 1683) أسَّس فونتينيل مطالبة حقيقية بمرتبة أدبية عالية؛ وتعزز هذا الادعاء بعد ثلاث سنوات بما تم تلخيصه باعتباره العمل الأكثر تأثيرًا في تعددية العوالم في تلك الفترة، بكتاب عنوانه إنتريتن سور لا بلوراليتي دي موند عام 1686. كتب فونتينيل على نطاق واسع عن طبيعة الفضاء الكوني: أنظر إلى كون هائل لدرجة أنني أشعر وكأني ضائع فيه. لم أعد أعرف أين أنا. أنا فقط لا شيء على الإطلاق. عالمنا مرعب في أهميته.